# Balli Kombëtar
Balli Kombëtar (på svenska Nationella fronten) var en nationalistisk, republikansk och antikommunistisk militär organisation i Albanien under andra världskriget, mellan 1942 och 1945. Den leddes av Midhat Frashëri, tidigare diplomat och minister, och Ali Këlcyra, tidigare parlamentariker.
Balli Kombëtar, som grundades i november 1942, var till en början landets största motståndsarmé mot den italienska ockupationsmakten. Italien ockuperade områden bebodda av albaner, bland annat Kosovo (jugoslaviskt) och delar av Grekland, som inlemmades i Albanien. För Balli Kombëtar var det av yttersta vikt att behålla dessa områden även efter kriget. De allierade kunde inte garantera detta medan Tyskland, som ersatte Italien som ockupationsmakt hösten 1943, uttryckte sig positivt. Därför inledde Balli Kombëtar ett samarbete med Tyskland och stämplade den kommunistiska motståndsarmén som Jugoslaviens medlöpare. Detta ledde till att kommunisterna samma höst tog över rollen som landets enda riktiga motståndsrörelse.
Midhat Frashëri, Rexhep Mitrovica, Fiqri Dine och Ibrahim Biçakçiu från Balli Kombëtar var, i tur och ordning, Albaniens statsministrar under den tyska ockupationen mellan oktober 1943 och november 1944. Balli Kombëtar upplöstes successivt, delvis på grund av att Midhat Frashëri och Ali Këlcyra var tvungna att leda den från utlandet. Delar av rörelsen deltog i kampen mot kommunisterna på den tyska ockupationsmaktens sida, några i SS-divisionen Skanderbeg. I oktober 1944 förklarade en kommitté, under ledning av kommunisten Enver Hoxha, sig som Albaniens lagliga regering och den kommunistiska motståndsrörelsen kunde ta makten i landet i november samma år.
I augusti 1945 ombildades den kommunistiska motståndsrörelsen till Albaniens demokratiska front som blev det enda tillåtna partiet. 1944 och 1945 blev många tyska kollaboratörer från Balli Kombëtar ställda inför domstol och avrättade av kommunisterna. Andra lyckades att fly till Österrike, Australien, Schweiz och till Sydamerika.